# Бу Сянчжи
Бу Сянчжи́ (кит. упр. 卜祥志, пиньинь Bǔ Xiángzhì; род. 10 декабря 1985, Циндао, Шаньдун) — китайский шахматист, гроссмейстер (2000).
В 1998 выиграл чемпионат мира среди мальчиков в возрасте до 14 лет. Победитель зональных китайских турниров (2004, 2007), чемпион Китая (2004), вице-чемпион Китая 2010, участник нокаут чемпионата мира ФИДЕ 2006, чемпион мира среди студентов (2006), обладатель Кубка мира по игре вслепую (2007). В 2008 году Бу Сянчжи разделил первое место в Гибралтаре и сыграл в супертурнирах в Софии и Бильбао. Победитель Всемирных Интеллектуальных Игр по рапиду (2008). В составе национальной сборной участник 7-и Олимпиад (2002—2012, 2018). Победитель Всемирной шахматной Олимпиады 2018 (четвертая доска) и Командного чемпионата мира по шахматам 2015 в составе сборной Китая (выступал на третьей доске).
9 сентября 2017 г. на розыгрыше Кубка мира в Тбилиси Бу Сянчжи победил чемпиона мира Магнуса Карлсена в первой партии матча из двух партий. Эта победа ввела его в члены символического Клуба Михаила Чигорина. Ничья во второй партии этого матча 10 сентября обеспечила ему итоговую победу над чемпионом мира и вынудила Карлсена покинуть соревнование.
Женат на известном гроссмейстере из Китая Хуан Цянь, победительнице командных чемпионатов мира по шахматам 2007, 2009, 2019 и Всемирной Шахматной Олимпиады 2004 и 2018 годов.

## Спортивные результаты
| Год  | Город           | Турнир                       | + | − | = | Результат | Место |
| ---- | --------------- | ---------------------------- | - | - | - | --------- | ----- |
| 2001 | Шанхай          | 1-й матч Россия — Китай      | 3 | 0 | 3 | 4½ из 6   |       |
| 2002 | Блед            | 35-я Олимпиада               | 3 | 0 | 7 | 6½ из 10  |       |
| 2004 | Москва          | 2-й матч Россия — Китай      | 1 | 1 | 4 | 3 из 6    |       |
| 2004 | Кальвиа         | 36-я Олимпиада               | 5 | 3 | 5 | 7½ из 13  |       |
| 2005 | Беэр-Шева       | 6-й командный чемпионат мира | 3 | 1 | 4 | 5 из 8    | 2     |
| 2006 | Турин           | 37-я Олимпиада               | 4 | 0 | 8 | 8 из 12   | 2     |
| 2006 | Эргуна          | 3-й матч Россия — Китай      | 1 | 1 | 8 | 5 из 10   |       |
| 2007 | Биль            | 40-й международный турнир    | 2 | 4 | 3 | 3½ из 9   | 7—10  |
| 2007 | Нижний-Новгород | 4-й матч Россия — Китай      | 2 | 2 | 6 | 5 из 10   |       |
| 2007 | Ханты-Мансийск  | Кубок мира                   | 2 | 1 | 3 | 3½ из 5   |       |
| 2008 | София           | 4-й международный турнир     | 1 | 5 | 4 | 3 из 10   | 5     |
| 2008 | Нинбо           | 5-й матч Россия — Китай      | 1 | 1 | 3 | 2½ из 5   |       |
| 2008 | Дрезден         | 38-я Олимпиада               | 1 | 1 | 7 | 4½ из 9   |       |
| 2008 | Нанкин          | Международный турнир         | 2 | 2 | 6 | 5 из 10   | 3     |
| 2010 | Ханты-Мансийск  | 39-я Олимпиада               | 3 | 1 | 6 | 6 из 10   |       |
| 2012 | Стамбул         | 40-я Олимпиада               | 2 | 1 | 5 | 4½ из 8   |       |

## Изменения рейтинга
| Графики недоступны из-за технических проблем. См. информацию на Фабрикаторе и на mediawiki.org. |